# Campionati europei di sollevamento pesi 1909
I Campionati europei di sollevamento pesi 1909, 14ª edizione della manifestazione, si disputarono a Dresda il 18 e il 19 settembre 1909.

## Formula
La formula prevedeva tre serie di sollevamenti:
- sollevamento a strappo a una mano;
- sollevamento a slancio a una mano;
- sollevamento a slancio a due mani.

## Titoli in palio
Si assegnarono titoli in quattro categorie, con il debutto dei pesi piuma e dei pesi medi.
| Categoria    | Eventi      |
| ------------ | ----------- |
| Pesi piuma   | 62,5 kg     |
| Pesi leggeri | 70 kg       |
| Pesi medi    | 80 kg       |
| Pesi massimi | Oltre 80 kg |

## Risultati
| Evento       | Oro            | Oro   | Argento         | Argento | Bronzo         | Bronzo |
| ------------ | -------------- | ----- | --------------- | ------- | -------------- | ------ |
| 62,5 kg.     | Moritz Becker  | 257,5 | Max Seifert     | 250,0   | Adolf Welz     | 237,5  |
| 70 kg.       | Rudolf Groß    | 270,0 | Max Kempe       | 265,0   | Kurt Junginger | 262,5  |
| 80 kg.       | Hans Abraham   | 305,0 | Edmund Kirchner | 275,0   | Max Haase      | 267,5  |
| Oltre 80 kg. | Wilhelm Rößner | 302,5 | Paul Kemnitzer  | 277,5   | Josef Lehner   | 275,0  |

## Medagliere
| Posiz. | Nazione  | Oro | Argento | Bronzo | Totale |
| ------ | -------- | --- | ------- | ------ | ------ |
| 1      | Germania | 4   | 4       | 3      | 11     |
| 2      | Austria  | 0   | 0       | 1      | 1      |
| Totale | Totale   | 4   | 4       | 4      | 12     |